# A Mulher do Viajante do Tempo
A Mulher do Viajante do Tempo é um livro publicado em 2003, e livro de estreia da autora norte-americana Audrey Niffenegger.
O livro conta a história de um homem que possui um problema genético que faz com que ele viaje pelo tempo sem que possa controlar isso, e sua esposa, uma artista que tem que lidar com a constante ausência dele e as arriscadas experiências que ele faz. Niffenegger, frustrada amorosamente quando começou o livro, escreveu a história como uma metáfora para o fim do seu relacionamento. A história central, a relação entre as personagens principais, veio de repente a autora e logo tornou-se o título da história. O romance, que foi classificado tanto como ficção científica como Romance, faz uma análise sobre problemas enfrentados em um relacionamento, perdas e o livre arbítrio. Sendo que de forma particular, a viagem no tempo é usada para explorar desentendimentos e relacionamentos à distância, enquanto também investiga questões existênciais profundas.
Como escritora novata, Niffenegger teve problemas para encontrar um agente para promover seu livro. Ela afinal enviou o livro para a editora MacAdam/Cage sem nenhuma solicitação e, após uma reunião para acertar sobre os direitos autorais, Niffenegger os escolheu como seus editores. O livro tornou-se um bestseller após um endosso do autor e amigo da família Scott Turow no The Today Show, e em março de 2009 o livro havia rendido cerca de 2.5 milhões de cópias nos Estados Unidos e Reino Unido. Vários críticos publicaram sua opinião sobre o livro, dando especial atenção à visão única de Niffenegger sobre a viagem no tempo. Alguns parabenizaram a forma como o casal foi mostrado, aplaudindo a profundidade emocional com que eles foram caracterizados; outros criticaram o modo como ela escreveu a história, classificando-a como melodramática e o tema como extremamente gasto. O livro ganhou o Exclusive Books Boeke Prize e um British Book Award. Uma versão cinematográfica foi lançada em agosto de 2009, com o título Te Amarei Para Sempre, com Eric Bana(Hulk) e Rachel McAdams(Meninas Malvadas) e a produção de Brad Pitt.